# (34216) 2000 QK75
2000 QK75 (asteroide 34216) é um asteroide da cintura principal. Possui uma excentricidade de 0.11174890 e uma inclinação de 5.29993º.
Este asteroide foi descoberto no dia 24 de agosto de 2000 por LINEAR em Socorro.